# Kubicz
Kubicz – polskie nazwisko. Na początku lat 90. XX wieku w Polsce nosiły je 1692 osoby.

## Osoby noszące to nazwisko
- Aleksandra Kubicz (ur. 1932) – polska profesor biochemii
- Joanna Kubicz – polska architekta wnętrz, prorektor ASP w Krakowie
- Józef Kubicz (ur. 26 października 1906, zm. 9 listopada 1988) – polski profesor medycyny (dermatolog)